# Orphan (phim)
Orphan (tạm dịch: Đứa trẻ mồ côi) là một bộ phim kinh dị tâm lý Mỹ năm 2009 do Jaume Collet-Serra đạo diễn và David Leslie Johnson biên kịch, dựa trên cốt truyện viết bởi Alex Mace. Phim có sự tham gia của các diễn viên Vera Farmiga, Peter Sarsgaard, Isabelle Fuhrman, CCH Pounder và Jimmy Bennett. Câu chuyện xoay quanh một cặp vợ chồng sau khi mất con do thai chết lưu đã quyết định nhận nuôi một cô bé chín tuổi thân thế bí ẩn.
Bộ phim là một sản phẩm hợp tác quốc tế giữa Hoa Kỳ, Canada, Đức và Pháp. Tác phẩm được sản xuất bởi Joel Silver và Susan Downey của Dark Castle Entertainment, cùng với đó là Leonardo DiCaprio và Jennifer Davisson Killoran của Appian Way Productions. Quá trình ghi hình cho bộ phim diễn ra tại các thành phố của Canada như St. Thomas, Toronto, Port Hope và Montreal.
Orphan có buổi chiếu ra mắt toàn cầu tại Westwood, Los Angeles vào ngày 21 tháng 7 năm 2009 và sau đó được Warner Bros. Pictures chính thức phát hành tại Hoa Kỳ vào ngày 24 tháng 7 năm 2009. Bộ phim nhận được đánh giá trái chiều từ các nhà phê bình khi họ dành lời khen cho yếu tố hài đen và kinh hoàng của nó nhưng đồng thời cũng chỉ trích kịch bản nặng tính công thức. Tác phẩm thu về 78 triệu USD trên toàn thế giới so với kinh phí 20 triệu USD.
Phần phim tiền truyện với tựa đề Orphan: First Kill đã được phát hành vào năm 2022.

## Nội dung
Kate Coleman (Vera Farmiga) và chồng cô John (Peter Sarsgaard) đang gặp căng thẳng trong hôn nhân sau khi đứa con thứ ba của họ chết non. Kate phải trải qua giai đoạn khó khăn, cô cũng đang hồi phục từ chứng nghiện rượu. Cặp vợ chồng quyết định nhận nuôi một cô bé 9 tuổi tên Esther (Isabelle Fuhrman) từ trại trẻ mồ côi địa phương. Trong khi Kate, John và cô con gái câm điếc Max (Aryana Engineer) rất vui vẻ chào đón Esther về nhà thì con trai lớn, Daniel (Jimmy Bennett), lại ngược lại.
Kate bắt đầu nghi ngờ về Esther khi Esther thể hiện kiến thức về tình dục nhiều hơn so với tuổi của cô bé. Nghi ngờ của Kate càng sâu sắc hơn khi Esther làm một cô bé ở trường bị thương nghiêm trọng trong một công viên địa phương vì cô bé đó đã bắt nạt Esther. Ban đầu, Kate tin rằng đó chỉ là một tai nạn. Kate liên lạc với Sơ Abigail (CCH Pounder), người đứng đầu trại trẻ mồ côi. Bà cảnh báo Kate và John rằng những điều xấu dường như luôn luôn xảy ra xung quanh Esther, lúc đó Esther đã nghe được. Lúc Sơ Abigail vào xe và trở về nhà, Esther đẩy Max vào đoạn đường Sơ Abigail đang đi, buộc bà phải rẽ sang hướng khác để tránh đụng Max. Sơ Abigail chạy đến xem Max có bị thương không, nhưng lúc đó Esther lao ra và giết chết bà bằng một cái búa. Sau đó cô thuyết phục Max giúp cô giữ bí mật và giấu chứng cứ trong ngôi nhà trên cây của Daniel. Kate tin rằng có điều gì đó rất không ổn với Esther, nhưng John không tin. John trò chuyện với Esther và Esther nói rằng cô bé cảm thấy rằng Kate không thích cô ấy. Sau đó Esther cắt những bông hoa hồng được trồng trong mộ của Jessica (đứa trẻ chết non) để chọc giận Kate. Cố gắng tìm hiểu thêm về Esther, Kate tìm thấy quyển Kinh Thánh của cô bé và phát hiện ra rằng nó đến từ Viện Saarne ở Estonia, cuối cùng cô biết đó là một bệnh viện tâm thần. Cô gửi một e-mail cùng hình ảnh của Esther và yêu cầu họ cung cấp thêm thông tin.
Khi Daniel biết về cái chết của Sơ Abigail từ Max, cậu nói với Max về kế hoạch lấy cái búa mà Esther đã giết Sơ Abigail để chứng minh tội lỗi của cô. Tuy nhiên, Esther đã nghe được cuộc trò chuyện và cô cố gắng giết Daniel khi cậu đang tìm cái búa trên ngôi nhà cây, cô đốt cháy ngôi nhà để giết Daniel và phá hủy bằng chứng. Daniel rơi xuống mặt đất khi cậu cố gắng thoát ra và sau đó cậu bị bất tỉnh. Esther cố gắng giết Daniel bằng một tảng đá nhưng Max ngăn cô lại. Trong khi Daniel phải nhập viện vì cú ngã, Esther trốn vào phòng của cậu và cố giết cậu với một cái gối để khiến cậu ngưng thở, nhưng các bác sĩ nhanh chóng hồi sức cho cậu. Kate đã biết những gì xảy ra, cô lao đến tát Esther nhưng hộ lý và John đã kiềm chế cô lại. John đưa Esther và Max về nhà, trong khi Kate ở lại bệnh viện.
Đêm đó, Esther cố gắng ăn mặc khêu gợi và quyến rũ John lúc anh đang say rượu, John đe dọa sẽ gửi Esther trở lại trại trẻ mồ côi và đuổi cô bé lên phòng. Trong khi đó, Kate sắp ra khỏi bệnh viện thì cô nhận được cuộc gọi từ một bác sĩ tại Viện Saarne, ông tiết lộ rằng Esther thực sự là một người phụ nữ đã 33 tuổi tên là Leena Klammer. Cô ấy mắc chứng suy tuyến yên, rối loạn hormone tăng trưởng và đã dành phần lớn cuộc đời mình để đóng giả một bé gái. Vị bác sĩ nói với Kate rằng Leena là người cực kỳ bạo lực và đã giết chết ít nhất bảy người. Trong số các nạn nhân có một gia đình đã nhận nuôi cô, cô ta giết họ vì không quyến rũ được người bố.
Leena bắt đầu giận dữ sau khi bị John hắt hủi, cô ta vào phòng. Sau đó cô tẩy trang, tháo bộ răng giả ra rồi giết chết John bằng một con dao. Max đã chứng kiến sự việc và chạy trốn. Kate không thể liên lạc với John bằng điện thoại, cô vội vã về nhà thì thấy anh đã chết. Leena lấy một khẩu súng từ tủ của John và bắn vào tay Kate, sau đó cô đi tìm Max. Leena đi vào nhà kính và cố gắng bắn Max. Kate bò lên mái nhà kính, đập vỡ kính ở phía trên Leena, cô nhảy xuống làm Leena bất tỉnh. Kate lấy khẩu súng và rời khỏi nhà kính với Max.
Leena tỉnh lại và thấy Kate cùng Max đang đi bên ngoài gần một hồ nước đóng băng. Leena cố gắng giật khẩu súng ra khỏi tay Kate và cả hai cùng té vào hồ nước đóng băng. Max đã nhặt khẩu súng và nhắm vào Leena nhưng bắn trượt vào băng làm Kate cùng Leena ngã xuống nước. Sau khi giằng co, Kate trèo lên và ra khỏi hồ nước. Leena tuyệt vọng bám vào chân cô, Leena giả vờ trở lại tính cách trẻ con, cầu xin Kate cứu cô ấy trong khi cô đang giấu một con dao sau lưng. Kate giận dữ trả lời rằng cô không phải là mẹ của Leena và đạp vào mặt Leena khiến cô gãy cổ và chìm xuống nước. Sau đó cảnh sát đã đến.

## Diễn viên
- Vera Farmiga vai Kate Coleman
- Peter Sarsgaard vai John Coleman
- Isabelle Fuhrman vai Esther / Leena Klammer
- CCH Pounder vai Sơ Abigail
- Jimmy Bennett vai Daniel "Danny" Coleman
- Margo Martindale vai Bác sĩ Browning
- Karel Roden vai Bác sĩ Värava
- Aryana Engineer vai Maxine "Max" Coleman
- Rosemary Dunsmore vai Barbara Coleman
- Genelle Williams vai Sơ Judith
- Lorry Ayers vai Joyce
- Brendan Wall vai Thám tử
- Jamie Young vai Brenda
- Matthew Raudsepp vai Hộ lý Viện Saarne
- Pia Ajango vai Lễ tân Viện Saarne
- Andrew Shaver vai Bác sĩ tiêm thuốc
- Ferelith Young vai Y tá ở phòng đợi
- Sugith Varughese vai Bác sĩ ICU
- Luis Olivia vai Y tá ICU
- Landon Norris vai Austin
- Mustafa Abdelkarim vai Trevor

## Sản xuất
Bộ phim được quay tại các thành phố Burlington, Toronto, Port Hope và Montreal ở Canada

## Phát hành

### Phòng vé
Tuần đầu tiên công chiếu, bộ phim mang về 12.770.000 USD, sau G-Force, Harry Potter and the Half-Blood Prince và The Ugly Truth. Bộ phim đã thu về tổng cộng 78.337.373 USD.

### Định dạng
Orphan đã được phát hành trên đĩa DVD và Blu-ray vào ngày 27 tháng 10 năm 2009 tại Mỹ bởi Warner Home Video và tại Anh vào ngày 27 bởi Optimum Releasing.

## Kết thúc khác
Trong một kết thúc khác, sau khi Kate đã cứu Max, Esther nhìn thấy và vội vàng lao vào phòng của cô. Ở đó, cô cố gắng thể hiện gương mặt Esther khi là một đứa trẻ. Sau đó cô mặc chiếc váy vào ngày đầu tiên đến trường và chào đón cảnh sát. Họ đến sau khi nhận được cuộc gọi điên cuồng của Kate trước khi cô tới nhà. Esther đứng ở cầu thang và giới thiệu bản thân mình, và sau đó cô đi xuống vào đám đông cảnh sát.

## Phản ứng
Bộ phim chiếm được 55% trên Rotten Tomatoes, nó cũng giành được 42 trên tổng số 100 điểm trên Metacritic.
Mặc dù bộ phim đã nhận được đánh giá trung bình nhưng diễn xuất của Fuhrman đã được hoan nghênh tích cực.

## Giải thưởng
| Năm  | Giải                                            | Hạng mục                                              | Kết quả   |
| ---- | ----------------------------------------------- | ----------------------------------------------------- | --------- |
| 2009 | Teen Choice Awards                              | Choice Summer Movie: Drama                            | Đề cử     |
| 2010 | Brussels International Festival of Fantasy Film | International Feature Length Competition Golden Raven | Đoạt giải |